# 1761 en santé et médecine
| Années de la santé et de la médecine : 1758 - 1759 - 1760 - 1761 - 1762 - 1763 - 1764    |
| Décennies de la santé et de la médecine : 1730 - 1740 - 1750 - 1760 - 1770 - 1780 - 1790 |

Cet article présente les faits marquants de l'année 1761 en santé et médecine.

## Événements
- 4 août : grâce à l'initiative de Claude Bourgelat et le soutien de Louis XV, création par décret du Conseil d’État de l'École royale vétérinaire de Lyon, première du genre[1].

## Publications
- Léopold Avenbrugger : Inventum novum ex percussione thoracis humani[2]. Il publie son invention de l'examen clinique des poumons par la percussion du thorax, découverte qui lui vaut d'être considéré comme l'un des fondateurs de la médecine moderne[3].

- Jean-Baptiste Morgagni : De Sedibus et causis morborum per anatomem indagatis (« Recherches anatomiques sur le siège et les causes des maladies »), à Padoue, ouvrage précurseur en anatomopathologie moderne[4].
- Auguste Tissot : Avis au peuple sur sa santé[5], àLausanne, un des premiers ouvrages traitant de médecine sociale et de santé publique[6].

## Naissances

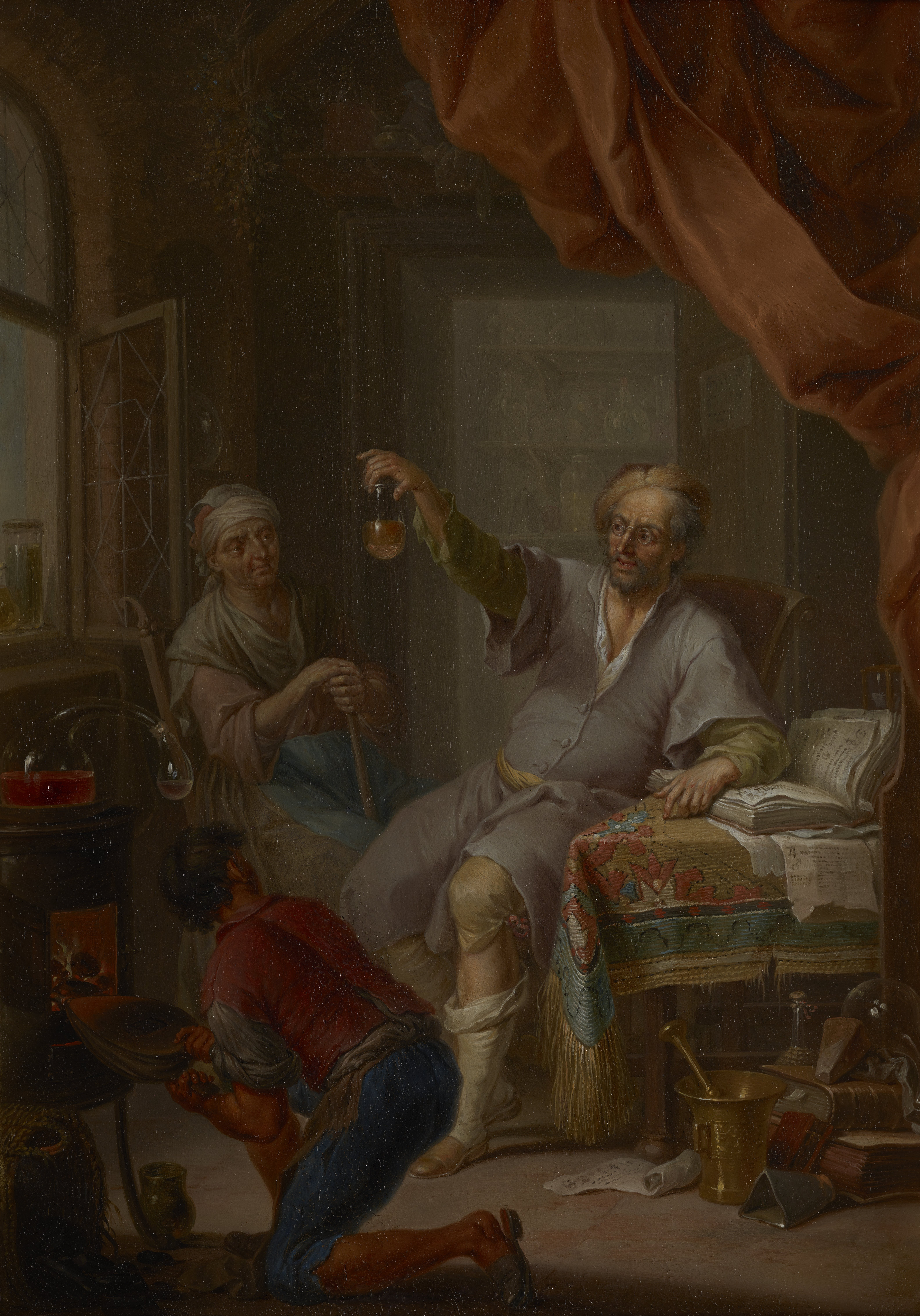
L'Alchimiste médical
F. Ch. Janneck

- 19 janvier : Auguste Broussonet (mort en 1807), médecin et naturaliste français.
- 14 février : Luigi Brugnatelli (mort en 1818), médecin et chimiste italien.
- 31 juillet : Bertrand Pelletier (mort en 1797), pharmacien et chimiste français.
- 27 octobre : Matthew Baillie (mort en 1823), médecin écossais.
- 6 décembre : Thaddeus Haenke (mort en 1817), médecin, botaniste, explorateur et géographe tchèque.

## Décès
- 4 janvier : Stephen Hales (né en 1677), physiologiste britannique.
- 13 janvier : Franz Christoph Janneck (né en 1703), peintre autrichien, auteur de L'Alchimiste médical.
- 20 janvier : Jean-Baptiste Bianchi (né en 1681), anatomiste italien[7].
- 21 mars : Pierre Fauchard (né en 1679), dentiste français, « mondialement connu et reconnu en tant que « père de la chirurgie dentaire[8] ».
- Carl Fredrik Adler (né en 1720), médecin et botaniste suédois.
- Joshua Ward (en) (né en 1685), médecin anglais.